# East Palestine
East Palestine è un villaggio degli Stati Uniti d'America, situato nello stato dell'Ohio, nella contea di Columbiana.

## Storia
Il 3 febbraio 2023 un treno vi è deragliato generando un'esplosione che ha causato un disastro ambientale. La Norfolk Southern, la compagnia ferroviaria del treno deragliato, ha offerto una donazione di 25.000 dollari per assistere i quasi 5.000 residenti della zona di East Palestine.